# 1998年香港
|        | 香港歷史 \| 香港歷史年表                                                                                                   |
| 世紀： | 19世紀香港 \| 20世紀香港 \| 21世紀香港                                                                                     |
| 年代： | 1960年代香港 \| 1970年代香港 \| 1980年代香港 \| 1990年代香港 \| 2000年代香港 \| 2010年代香港 \| 2020年代香港               |
| 年份： | 1994年香港 \| 1995年香港 \| 1996年香港 \| 1997年香港 \| 1998年香港 \| 1999年香港 \| 2000年香港 \| 2001年香港 \| 2002年香港 |
| 紀年： | 戊寅年（虎年）、香港開埠157周年、香港回歸1周年                                                                             |

## 政府

### 行政

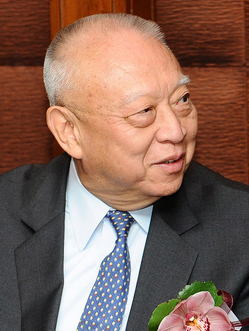
行政長官：董建華
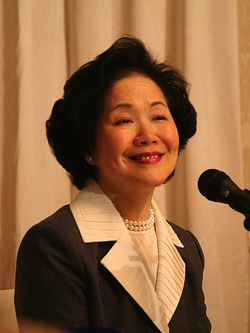
政務司司長：陳方安生
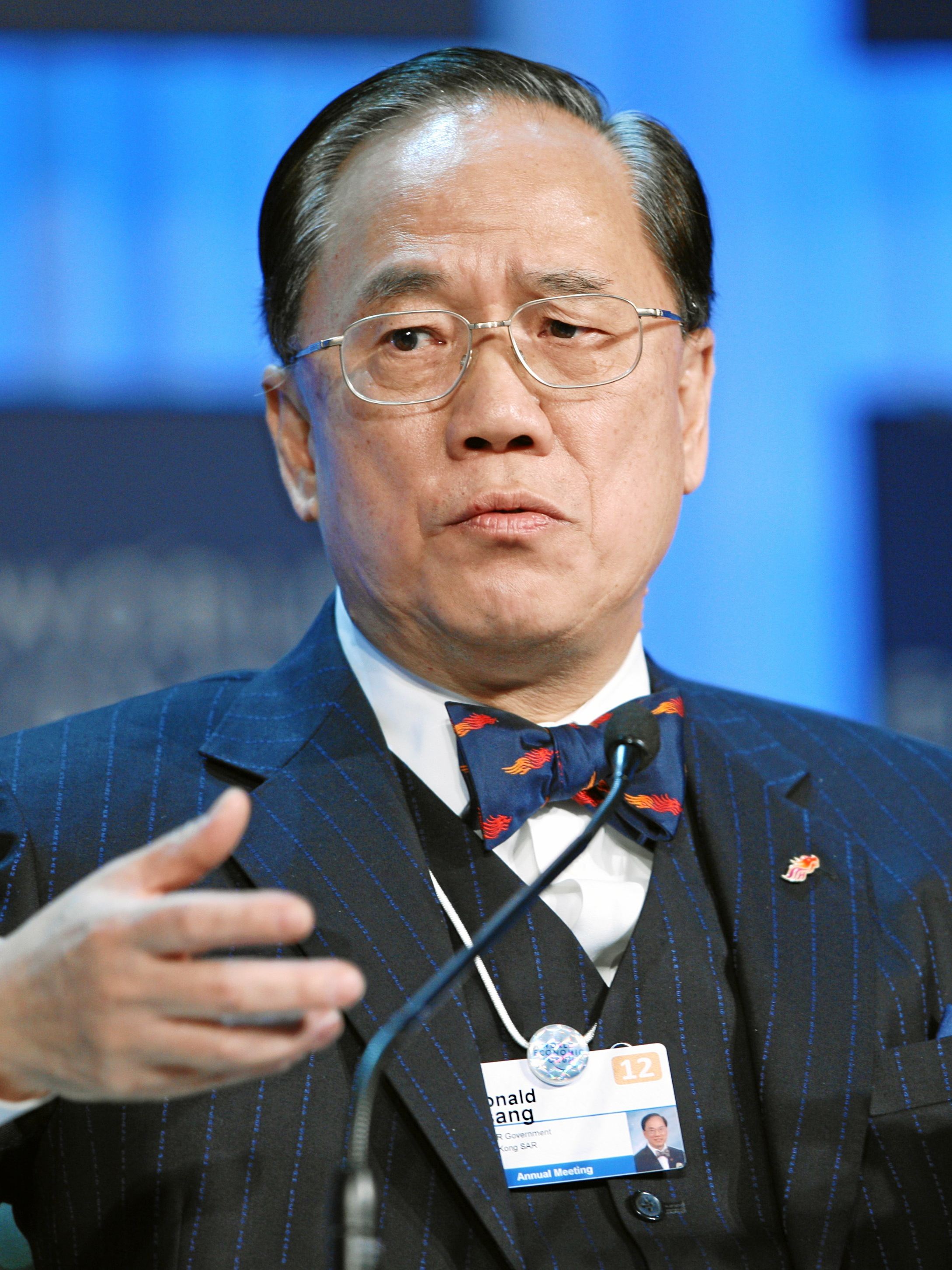
財政司司長：曾蔭權
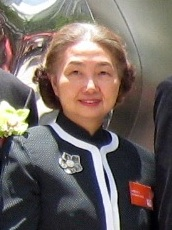
律政司司長：梁愛詩

### 立法

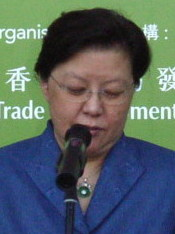
立法會主席：范徐麗泰

### 司法

終審法院首席法官：李國能

### 成員變動

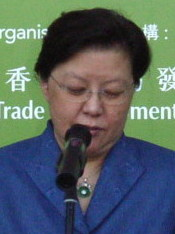
臨時立法會主席：范徐麗泰（職位改稱立法會主席）

## 大事記

### 1月
- 1月9日：
  - 政府取消「第一收容港」政策。
  - 房屋委員會公佈租者置其屋計劃。

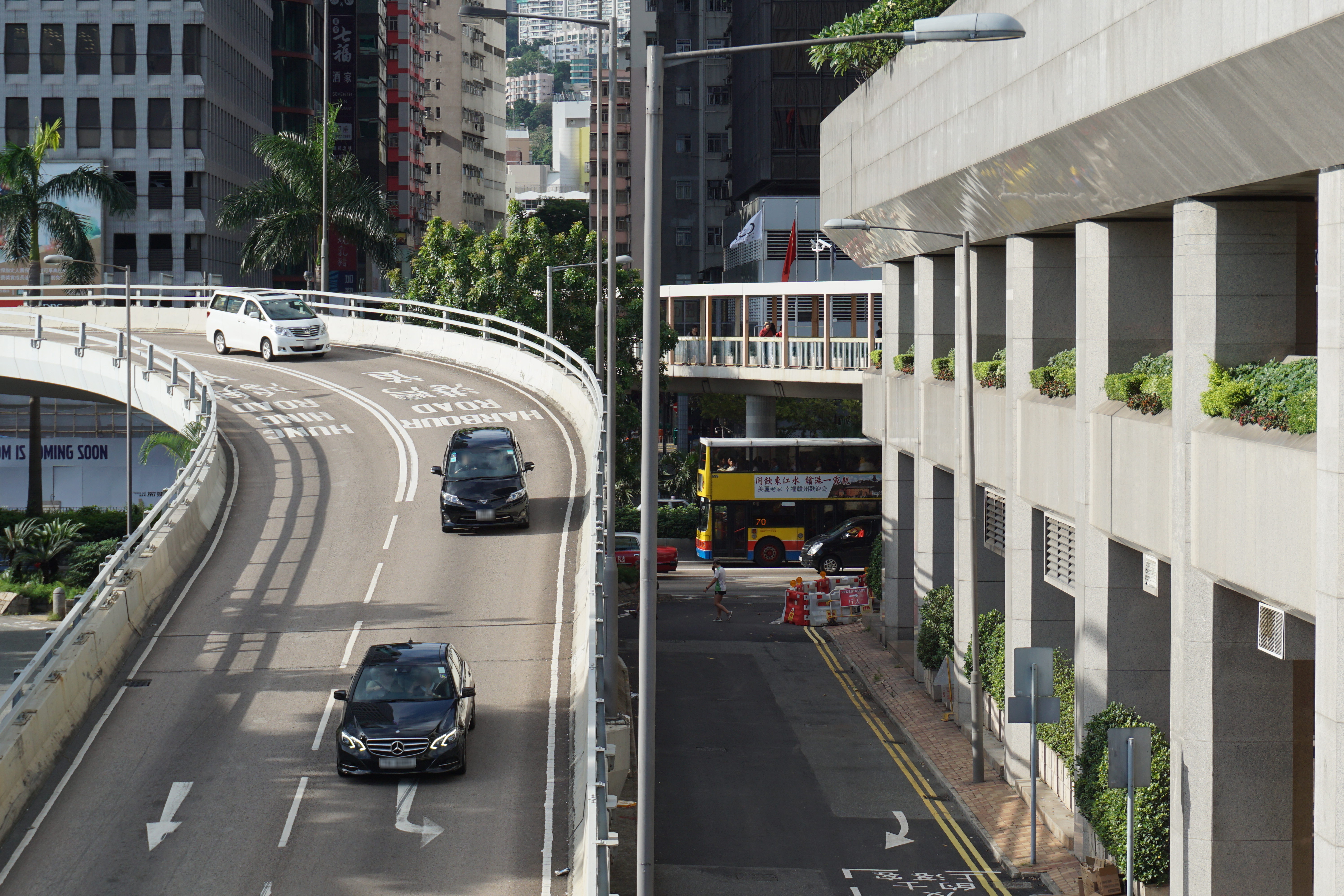
城巴翻側釀成5死50餘傷的天橋轉彎位置，當時其中3名乘客被拋出天橋底（右），更導致其中一人當場頭顱爆裂死亡

- 1月30日：港島灣仔杜老誌道發生致命車禍。一架118線城巴在杜老誌道天橋轉彎時，因為超速而翻側，造成5死58傷[2]。

### 2月
- 2月4日：觀塘安興大廈發生大火，4死9傷。[3]
- 2月17日：港府宣佈不再延續中巴專營權。[4]
- 2月21日：警察機動部隊警司王永基於粉嶺機動部隊訓練學校訓練期間昏迷，搶救無效死亡。
- 2月28日：一輛行走30X線的富豪奧林比安11米空調巴士（AV112，車牌號碼GW4866）在彌敦道撞向前面行走917線的城巴丹尼士巨龍12米空調巴士（862，車牌號碼HD953），15人受傷。

### 3月
- 3月3日：一輛行走74X往大埔中心的富豪奧林比安12米雙層空調巴士（3AV142，車牌號碼GX7569）駛至吐露港公路近白石角時，撞向一輛故障的貨櫃車，巴士車頭及整個左邊車身被削開，共造成17人受傷。
  - 廉政公署拘捕星島集團有限公司3名現任或前任行政人員，指控他們誇大《英文虎報》和《星期日英文虎報》的發行量，串謀詐騙廣告客戶。
- 3月20日：銅鑼灣百德新街海濱大廈升降機劫殺案。
- 3月25日：下午，一名首次駕駛10線的車長，駕駛一輛丹尼士喝采（N185，車牌號碼CL9317）沿喇沙利道行駛至愛賓花園時，疑未有留意路邊一棵霸王樹伸出馬路，上層左邊車身撞到大樹並掀開車頂，車窗及座椅被樹枝撞毀。車長接獲乘客通知後停車，並由附近大廈保安員代為報警，意外中4名乘客受傷。

### 4月
- 藍田發生最後一宗涉及中巴的交通意外。
- 4月1日：廉政公署通緝獲多利銀行前行政總裁袁朗達。
- 4月13日：跑馬地樂活道命案，一名女西醫注射藥物至6歲兒子致死及注射藥物自殺。
- 4月14日：早上，一輛行走5線的利蘭奧林比安（3BL56，車牌號碼DD4471）沿漆咸道南右轉入梳士巴利道，駛至新世界中心對出時，懷疑突然跣軚失控，衝上人行道，掃毀逾十米鐵欄，撞爛一個水桶及一個指示牌後，再鏟上路上一個兩呎高花槽上始停下。尾隨一輛行走208線的三菱MK117J（AM80，車牌號碼EV4952）收掣不及，撞向巴士車尾，意外導致208線巴士車上一名乘客被玻璃割傷。

### 5月
- 5月3日：一名救援員於南丫島執勤時被救護車翻側壓斃。
- 5月4日：
  - 上午十時許，一輛行走24線往旺角方向的富豪奧林比安（AV332，車牌號碼HM2593）在太子道西近新法書院疑太貼近路邊行車，左邊車身撞到一棵大樹枝幹，車頂部分約三米位置被劏開，兩名乘客被碎片割傷。
- 5月6日：汀九橋通車。
- 5月16日：
  - 一輛行走42A線的富豪奧林比安（3AV121，車牌號碼GW5498）在彌敦道近永星里撞向前面行走過海隧巴104線的同款巴士（AV173，車牌號碼GZ3470），6名乘客受傷。
  - 印尼發生排华事件，不少港人回港避難。

- 5月24日：
  - 香港特別行政區成立後舉行首屆立法會選舉，民主黨成為第一大黨。[5]
  - 紅色暴雨警告訊號生效，深圳水庫排洪引致新界北水浸。[5]
- 5月25日：大欖隧道通車，至此三號幹線全面啟用。
- 5月26日：新界東難民營舉行結役禮。

### 6月
- 6月9日：天文台發出黑色暴雨警告，期間太古站附近區域發生山泥傾瀉。
- 6月13日：
  - 地鐵觀塘站上午7時許發生小火，燒毀一條電纜，鰂魚涌至彩虹列車服務暫停，4萬乘客受影響。[6]
  - 12名市民進食街市購買的深海魚後懷疑中雪卡毒需留醫。[6]
- 6月15日：早上近八時，一輛行走48X線的利蘭奧林比安（S3BL15，車牌號碼DK8765）離開城門隧道後，到達荃灣方向出收費亭對開的轉車站時，車長從後鏡發現車尾冒出大量濃煙，同時車廂下層亦有乘客驚慌大叫發生火警。車長見狀立即將車停下開門疏散乘客，期間懷疑乘客爭相下車逃生，一名男乘客因逃生心切突然爬出車窗外跳下，落地時左腳不慎扭傷倒地，受傷送院。
- 6月22日：香港地鐵東涌綫啟用。
- 6月25日：銅鑼灣歷史悠久之大丸百貨宣佈在1999年元旦前結業。
- 6月30日：下午，國家主席江澤民於啟德機場抵港，準備出席翌日的回歸周年慶祝活動。[7]

### 7月
- 7月1日：
  - 香港回歸一周年。
  - 第一屆香港立法會會期開始。
- 7月2日：
  - 國家主席江澤民為赤鱲角機場主持開幕儀式[8]，之後中午乘搭飛機離開，這是從新機場離港的首班機。
  - 晚上約八時半，美國總統克林頓抵港展開爲期兩日的訪問，成為首位訪港的在任美國總統。他的空軍一號專機在當時還有幾天才啟用的赤鱲角機場降落，成為首批抵達新機場之乘客。
- 7月6日：啟德機場於凌晨1:20正式關閉，赤鱲角機場於早上6:30正式啟用，但赤鱲角機場首天運作即因行李處理系統及電腦故障而遇上大混亂[9]。
- 7月13日：接連有兩輛九巴當日發生意外。第一宗意外發生於凌晨零時許，一輛行走95線的丹尼士巨龍（3AD58，車牌號碼HL8725）在寶林路北行落斜時，因天雨路滑關係而「跣胎」失控，越過對面線撞向路邊鐵欄。此時南行線上斜的一輛的士收掣不及，撞向巴士車身及反彈撞向路邊石躉。的士上3人受傷，巴士上一名女乘客報稱不適，一同送院敷治。第二宗意外發生於早上七時許，一輛行走86B線的丹尼士喝采（N288，車牌號碼CR2478）沿大埔道行駛，駛至近郝德傑道交界時與對面線一輛因天雨路滑失控私家車相撞，私家車司機重傷。時值九巴大量淘汰前置引擎巴士，肇事巴士已達17年車齡，因而理所當然地直接除牌退役。
- 7月23日：德福花園發生轟動一時的五屍命案。[10]
- 7月28日：政府開始實施夏季夜間臨時避暑中心(社區會堂)措施，讓無家者和無冷氣的人士可到該處度過酷熱晚上。

### 8月
- 8月19日：約上午6:30，商業電台政論節目著名主持人鄭經翰，在商台停車場通道被兩名男子襲擊，身中八刀，一度生命垂危，在伊利莎伯醫院休養兩個月，至同年10月康復。案件至今仍為懸案。
- 8月31日：
  - 沙頭角鹿頸新娘潭三屍案
  - 中巴結束專營權，並於深夜開出最後一班車。

### 9月
- 9月1日：新世界第一巴士自凌晨零時起，接辦原有中巴88條路線。與此同時，新巴代表前往中巴黃竹坑車廠，簽署車廠用地移交及租賃契約，並於同日凌晨4時正式接管上述設施。
- 9月4日：香港婦女團體到兩台請願，反對兩台賣弄女性肉體。
- 9月5日：上午，九巴一名入職僅7個月的後備車長駕駛一輛行走10線的丹尼士喝采（N258，車牌號碼CN6533）在彩雲巴士總站開出轉往清水灣道時失控衝上人行道及撞毀兩幅鐵欄，繼而衝向彩雲邨休憩處，最終撞向人行道上蓋始停下，意外中3人受傷。
- 9月11日：麥當勞史諾比換領熱潮開始，為期28日，至同年10月7日。
- 9月21日：上午8時許，一輛行走16M線的利蘭奧林比安（S3BL125，車牌號碼DN4042）沿連德道行駛，在藍田邨第五座外與一輛失控的私家車相撞，造成3人受傷。
- 9月29日：上午10時許，一輛行走44線的都城嘉慕威曼都城沿荃灣路中線行駛時，前方一輛貨車因準備切線而慢駛，巴士同時減慢車速，尾隨巴士的貨櫃車突然收掣不及撞向巴士車尾，巴士其後衝前撞向貨車，造成19人受傷。

### 10月
- 10月1日：
  - 駕易通及易通咭合併為快易通。
  - 晚上7時10分，一輛259D線沿觀塘道往旺角方向，駛至啟業邨附近，因閃避一架切線私家車收掣，尾隨一輛74A線巴士收掣不及，與前車相撞，事件中18名乘客及1名司機受傷。
- 10月9日：晚上7時許，一輛行走74X線的利蘭奧林比安（AL42，車牌號碼EX2907）在觀塘道近啟業邨撞向前面一輛行走259D線的丹尼士巨龍（AD126，車牌號碼FM5360），19人受傷。
- 10月19日：陳健康事件
- 10月23日：無綫及亞視兩家電視台因播映「陳健康事件」而被廣播事務管理局譴責，分別於翌月判處罰款10萬和5萬元。

### 11月
- 11月1日：
  - 一輛行走73X線的丹尼士巨龍（S3N230，車牌號碼ES5532）在大埔吐露港公路被尾隨一輛正在切線的七人車撞向車尾，私家車司機及乘客受傷。
  - 香港芭蕾舞團宣佈在2002元旦起全面轉以商業原則運作。
- 11月6日：一輛行走78K線的三菱MK117J（AM68，車牌號碼EV3417）駛至沙頭角公路及禾徑山路交界燈位時，懷疑巴士腳掣失靈，失控撞向前面一輛正等候轉燈的中型貨車車尾，造成19人受傷。
- 11月7日：晚上7時許，一輛行走284線的丹尼士巨龍（ADS158，車牌號碼GZ7775）在大涌橋路近富豪花園行駛時，前面一輛803線小巴突然有乘客要求下車，小巴司機緊急停車，導致巴士閃避不及撞向小巴車尾，導致10人受傷。
- 11月30日：沙田穗禾路麗禾里英童中學附近草叢，一名十二歲外籍女生被強姦。

### 12月
- 12月7日：北九龍裁判法院發生香港史上首宗法庭自焚事件，76歲小販黃大福不滿裁判官沒收其200多件價值數千元玉石貨物﹐在庭上淋易燃液體自焚﹐被送院搶救，留醫一日後不治。[11][12]
- 12月10日：一輛私家車於青衣西北交匯處失控撞向分岔石壆後彈起，再撞毀路牌支架後墮橋，3死2傷。

## 節慶
下列節慶，如無註明，均是香港的公眾假期，同時亦是法定假日（俗稱勞工假期）。有 # 號者，不是公眾假期或法定假日（除非適逢星期日或其它假期），但在商業炒作下，市面上有一定節慶氣氛，傳媒亦對其活動有所報導。詳情可參看香港節日與公眾假期。
- 1月1日（星期四）：元旦
- 1月28日（星期三）：農曆年初一
- 1月29日（星期四）：農曆年初二
- 1月30日（星期五）：農曆年初三
- 4月4日（星期六）：兒童節
- 4月5日（星期日）：清明節
- 4月6日（星期一）：清明節翌日（補4月5日）
- 4月10日（星期五）：耶穌受難節（是公眾假期，但不是法定假日）
- 4月11日（星期六）：耶穌受難節翌日（是公眾假期，但不是法定假日）
- 4月13日（星期一）：復活節星期一（是公眾假期，但不是法定假日）
- 5月30日（星期六）：端午節
- 7月1日（星期三）：香港特別行政區成立紀念日
- 8月17日（星期一）：抗日戰爭勝利紀念日 （是公眾假期，但不是法定假日）
- 10月1日（星期四）：中華人民共和國國慶日
- 10月2日（星期五）：中華人民共和國國慶日翌日 （是公眾假期，但不是法定假日）
- 10月5日（星期一）：中秋節 #
- 10月6日（星期二）：中秋節翌日
- 10月28日（星期三）：重陽節
- 10月31日（星期六）：萬聖夜 #
- 12月22日（星期二）：冬至（是法定假日，但不是公眾假期，根據法定假日放假的機構，或會聖誕節放假，冬至不放假。部份機構或會提早下班）
- 12月24日（星期四）：平安夜#（不是公眾假期或法定假日，但部份機構或會提早下班或放假一天）
- 12月25日（星期五）：聖誕節（根據法定假日放假的機構，或會冬至放假，聖誕節不放假）
- 12月26日（星期六）：聖誕節後第一個周日（是公眾假期，但不是法定假日）
- 12月31日（星期四）：公曆除夕# （不是公眾假期或法定假日，但部份機構或會提早下班或放假一天）

## 出生人物
- 1月2日：吳倩怡，香港女子音樂組合Lolly Talk成員
- 4月12日：黃婧靈，香港女藝人
- 6月16日：陳泳伽，女子音樂組合COLLAR成員
- 6月24日：梁思齊，前有線新聞主播
- 12月1日：陳霈錤，香港藝人，《2023香港小姐競選》季軍
- 12月13日：陳同佳，潘曉穎命案疑犯；該案間接觸發2019年反對逃犯條例修訂草案運動

## 大型獎項

### 電視廣播有限公司獎項（1998年）
香港小姐
- 冠軍：向海嵐
- 亞軍：趙翠儀
- 季軍：吳文忻
- 最上鏡小姐：向海嵐
- 國際親善小姐：殷莉
- 最佳男主角：羅嘉良
- 最佳女主角：蔡少芬
- 全球華人新秀歌唱大賽香港區選拔賽金咪大獎（冠軍）：吳啟釗
- 最受歡迎男歌手：郭富城
- 最受歡迎女歌手：王菲
- 金曲金獎：《我這樣愛你》（歌手：黎明）